# Солођ
Солођ је врста земљишта. Солођ је руски народни термин, а у Србији солођ заузима намање пространство у односу на солончак и солоњец, свега 7.715 ха у јужној Бачкој и Срему, док остала осолођена земљишта заузимају површину од око 11.675 ха, претежно у Срему. Има их у суседним земљама: Македонији, Бугарској, Мађарској, а и у Словачкој. У Руској Федерацији, шумски солођи јављају се у шумо-степској, а ливадски солођи у степској зони на укупоном пространству од око 2 милиона ха. Појава солођа везана је за локалне услове појачаној површинског влажења и извесне природне вертикалне дренираности земљишта као и ниже залегање нивоа подземних вода на дубини од 230, 280 и до 400 цм. У хемијском погледу, наставља се хидролиза адсорптивног комплекса, тј. замена адсорбованог натријума водоником. Солођи се карактеришу глиновитим механичким саставом. Површински слојеви су по правилу лакшег састава и припадају претежно глиновитој иловачи. Водно-физичка својства код ове класе слатина нису ништа боље. Солођи су слаба станишта, првенствено због лоших физичких и водно-физичких својстава, док су хемијска својства за разлику од претходних група слатина (солончака и солоњеца) знатно повољнија.